# Киевская женская гимназия Министерства народного просвещения
Киевская женская гимназия Министерства Народного Просвещения (Ольгинская женская гимназия) — единственная государственная женская гимназия в Киеве.

## История
Торжественное открытие министерской женской гимназии состоялось 10 (22) января 1870 года. Она была создана на основании Положения о женских гимназиях и прогимназиях в губерниях Киевской, Подольской и Волынской от 26 мая 1869 года. Общероссийское Положение о женских гимназиях и прогимназиях Министерства народного просвещения было утверждено уже после открытия Киевской женской гимназии — 24 мая 1870 года. К тому же это Положение не было сразу введено в ряде учебных округов, включая Киевский. В связи с этим, в учреждённой гимназии имелись некоторые особенности (в частности, отсутствие попечительного совета). В 1880 году Киевская женская гимназия была преобразована в гимназию по Положению от 24 мая 1870 года, но некоторые особенности были сохранены.
Первоначально в неё были приняты 23 воспитанницы: в 1-й класс — 9 учениц, в 5-й класс — 14. При открытии гимназии, оплата составляла — 15 рублей в четырёх начальных классах и 25 рублей в старших классах; за необязательные предметы (такие, как французский и немецкий языки, танцы, рисование) взималась дополнительная плата в 5 рублей. В последующие годы оплата неоднократно повышалась, но некоторые дети, заслуживавшие «того по своему поведению и прилежанию … совершенно недостаточных родителей» освобождались от платы за обучение. Кроме того, по положению 1873 года, «лицам, служащим или прослужившим не менее 10 лет в женских гимназиях и прогимназиях министерства народного просвещения, предоставлялось право бесплатного обучения своих дочерей в этих учебных заведениях».
Основными предметами в гимназии были: Закон божий, русский язык и словесность, арифметика, геометрия, география, история (русская и всемирная), физика, чистописание, рукоделие. В 1870 году добавлены: физика, геометрия и вычисление главных физических явлений, а с 1874 года — алгебра, математическая география, естественная история и педагогика. По уставу 1870 года к учебному курсу гимназии были добавлены подготовительный класс и  8-й (педагогический класс) для девушек, которые закончили общий курс и хотели учительствовать. Особенностью киевской гимназии по сравнению с другими женскими гимназиями был тот факт, что для получения звания учительницы было достаточно просто окончить педагогический класс, — без особенного испытания; поэтому в педагогический класс киевской гимназии принимались лишь лучшие из тех, кто имел желание продолжать обучение.
Сначала гимназия размещалась в арендованных зданиях: на Андреевском спуске (возле Андреевской церкви), на Владимирской (д. 23/27) и Михайловской (д.24) улицах. С 1892 года по 1914 год гимназия располагалась на улице Терещенковской (д. 2), в служебном флигеле, прежде принадлежавшем Первой мужской гимназии. В июле 1914 года началось строительство нового здания гимназии на углу Владимирской и Фундуклеевской улиц, однако, в связи с началом мировой войны, строительство затормозилось и переехать Ольгинской гимназии не удалось.
К 1895 году полный курс окончили 1003 ученицы, в том числе со званием домашней наставницы — 457, а со званием  домашней учительницы — 537; золотые медали получили 100 выпускниц, серебряные — 54.
В 1909 году гимназия получила название Св. княгини Ольги, а неофициально стала называться Ольгинской.

## Персоналии
Руководили гимназией, как правило, директора Второй мужской гимназии:
- 1870—1872 Слепушкин, Иван Иванович
- 1872—1878 Кустов, Николай Панкратьевич
- 1878—1886 Пясецкий, Онисим Иванович
- 1886—1889 Лагорио, Евгений Александрович
- 1889—? Попов, Алексей Алексеевич
- 1909—1919 Стороженко, Николай Владимирович

В числе выпускниц гимназии:
- сестра М. А. Булгакова — Елена Афанасьевна Булгакова (в замужестве Светлаева; 1902—1954);
- Елена Владимировна Гогель (1864—1955)
- Наталия Юстиновна Дворянская (1888—1940);
- Ольга Фёдоровна Синькевич (1899—?) — первая жена И. И. Сикорского
- Зинаида Павловна Тулуб (1890—1964)
- Александра Александровна Экстер (1882—1949)